# Burgruine Leobenegg
Als Burgruine Leobenegg werden die spärlichen Reste einer mittelalterlichen Felsenburg bei der Ortschaft Leoben in der Gemeinde Krems in Kärnten bezeichnet. Die im Jahr 1208 urkundlich erstmals genannte Anlage wurde spätestens ab Ende des 17. Jahrhunderts dem Verfall preisgegeben.

## Geschichte
In einer auf den 30. Mai 1208 datierten Urkunde des Gurker Bischofs Walther von Vatz wird Eberhardus de Liubneke, ein Ministeriale des Erzbistums Salzburg, als Zeuge genannt. Dies gilt als der älteste urkundliche Hinweis auf Leobenegg. Im Jahr 1241 belehnte Graf Hermann II. von Ortenburg Raspo von Friesach mit den Gütern aput Leubenek. Die Leubenegger pflegten enge Beziehungen mit dem Stift Millstatt. So schenkte etwa Wolfhar von Leubenegg im Jahr 1318 zum Seelenheil seines verstorbenen Vaters und des als Mönch zu Millstatt verstorbenen Bruders Alhart Güter in der Lonkk bei Kremsbrücken. Am 30. August 1398 gelobten die Brüder Rudprecht und Andre von Leubenegg dem Erzbischof Gregor von Salzburg die Gefolgschaft. Mitglieder der Familie waren insbesondere im 14. Jahrhundert wiederholt Pfleger in der benachbarten, zum salzburgischen Bistum gehörigen Stadt Gmünd.
Der letzte Besitzer Leobeneggs war Hans Jakob, der sich schon „von Lind“ nannte. Spätestens seit dem letzten Viertel des 17. Jahrhunderts, als Valvasor in den 1680er Jahren eine Bestandsaufnahme der Kärntner Herrschaftssitze verfasste, gilt die Burg verlassen und im Verfall begriffen.

## Baubeschreibung
Die Hochburg Leobenegg wurde auf einem steilen Felskegel über dem Dorf Leoben errichtet. Erhalten sind nur noch wenige Mauerzüge aus dem 13. bis 16. Jahrhundert, die rund-, spitz- und korbbogenförmige Türgewände sowie eine einfache, rechteckige Anlage auf einem Grundriss von etwa 15 auf 10 Metern erkennen lassen.